# 小山騰
小山騰（こやま のぼる、1948年 - ）は、日本の図書館学・書誌学者、日英関係学者。

## 人物・来歴
愛知県生まれ。成城大学文芸学部卒業。慶應義塾大学大学院修士課程（日本史）修了。ロンドン大学UCLでPG Dip（図書館・情報学）を取得。国会図書館勤務などを経て、1985年から2015年までケンブリッジ大学図書館日本部長。2017年の『ケンブリッジ大学図書館と近代日本研究の歩み』で第20回図書館サポートフォーラム賞受賞。

## 著書
- 『国際結婚第一号 明治人たちの雑婚事始』講談社選書メチエ 1995
- 『破天荒<明治留学生>列伝 大英帝国に学んだ人々』講談社選書メチエ 1999
- 『日本の刺青(いれずみ)と英国王室 明治期から第一次世界大戦まで』藤原書店 2010
- 『ロンドン日本人村を作った男 謎の興行師タナカー・ブヒクロサン1839-94』藤原書店 2015
- 『ケンブリッジ大学図書館と近代日本研究の歩み 国学から日本学へ』勉誠出版 2017
- 『戦争と図書館 英国近代日本語コレクションの歴史』勉誠出版 2018.11
- 『アーネスト・サトウと蔵書の行方　「増補浮世絵類考」の来歴をめぐって』勉誠出版、2020年。ISBN 978-4585200789。

### 共編著・監修
- 『達人たちの大英博物館』松居竜五,牧田健史共著、講談社選書メチエ 1996
- 『ケンブリッジ大学秘蔵明治古写真 マーケーザ号の日本旅行』臼井秀三郎 写真師. 平凡社 2005
- 『神田神保町とヘイ・オン・ワイ 古書とまちづくりの比較社会学』大内田鶴子, 熊田俊郎,藤田弘夫共編、東信堂 2008
- 『アーネスト・サトウ関連蔵書目録 ケンブリッジ大学図書館所蔵』全5巻 ゆまに書房 2016 - 書誌書目シリーズ 監修・解説